# Salsa Lizano
La Salsa Lizano es un condimento líquido a base de vegetales fabricado en Costa Rica de marca registrada. Es de tipo worcester, por lo que presenta color café, un sabor entre ácido y dulce, con fuerte aroma a especias. Fue elaborada y desarrollada por la familia Lizano en 1920 en Alajuela en la fábricas del barrio El Carmen en esa ciudad.
Actualmente es un producto de Unilever y su receta es secreta. Se usa en muchas preparaciones de la gastronomía costarricense, tanto en la preparación de platillos como el gallo pinto o directamente sobre la comida como aderezo, por ejemplo en los tamales.

## Historia
La salsa Lizano fue creada originalmente en Costa Rica por don Próspero Jiménez en 1920, en una cantina en Alajuela, sus vecinos comenzaron a comprar el producto para llevar a sus casas, ante la demanda decidió producir comercialmente el producto con don Próspero Lizano quién poseía los medios para la fabricación y así crear la marca con su característica etiquete verde, inicialmente con el Encurtido Lizano y posteriormente con la Salsa Lizano, seguidamente se lanzó el Chile Tabasco Lizano. 
En 1988 se lanzó la primera campaña de la marca con el producto Mayonesa Lizano. En 1994 se extendió la línea de productos al lanzar al mercado cuatro nuevas salsas: para carnes, salsa china, salsa inglesa (tipo worcestershire) y salsa de soja.

### Innovaciones
En 2009 se renovó la imagen de la Salsa Lizano con nuevas etiquetas y una campaña de publicidad. También se lanzó en Costa Rica la nueva Salsa Lizano Suave, con 25% menos sal y con un sabor menos fuerte pero con el mismo gusto característico.